# Flatholmen (Hordaland)
Pour les articles homonymes, voir Flatholmen (homonymie).
Flatholmen est une île norvégienne dans le comté de Hordaland. Elle appartient administrativement à Alversund.

## Géographie
Rocheuse et couverte de quelques arbres, elle s'étend sur environ 85 m de longueur pour une largeur approximative de 63 m et comporte un petit chalet.